# Tina Kieffer
Pour les articles homonymes, voir Kieffer.
Tina Kieffer, née Martine Kieffer à Cannes (Alpes-Maritimes) le 7 novembre 1959, est une personnalité publique et philanthrope française. Ancienne journaliste de presse et de télévision, elle dirige l'organisation non gouvernementale (ONG) « Toutes à l'école ».

## Biographie
Fille du publicitaire Jacques Kieffer, fondateur et président de l’agence Cerca et vice-président de Ted Bates, elle est née le 7 novembre 1959 à Cannes (France).

## Débuts
Elle commence sa carrière de journaliste à l’édition française de Cosmopolitan en 1978, où elle entre comme stagiaire non rémunérée après une année d'université. Un an plus tard, elle est engagée et se spécialise dans les enquêtes sur des sujets de psychologie et les grands reportages.

## Carrières

### La télévision, de "Frou-Frou" sur France 2 à TF1
Elle quitte Cosmopolitan en 1992 pour travailler sur la conception de campagnes publicitaires, notamment pour Cacharel et Peugeot. En 1990, elle se consacre pendant un an à l’écriture de scénarios pour la télévision. Elle produit ainsi une trentaine d’épisodes pour la sitcom Les années FM diffusée sur M6, et Sylvie & Cie sur France 2.
En 1992, elle rejoint aussi en tant que chroniqueuse l'équipe de l'émission Frou-Frou sur France 2. Il s'agit de la première émission télévisée française uniquement présentée par des femmes.
En 1993, elle présente Demain il fera beau sur TF1, un magazine de seconde partie de soirée sur des thèmes psychologiques.
A partir de 1994, elle anime J’y crois, j’y crois pas, un débat de société bihebdomadaire en direct ainsi qu'une émission sur les tendances, Va et Vient, et prend la direction de l’unité de programmes des magazines de TF1. Elle participe aussi, à cette époque, à l'émission radiophonique Les Grosses Têtes animée par Philippe Bouvard.

### La mode féminine, deDS MagazineàMarie-Claire
Tina Kieffer quitte TF1 en 1996 et évoque avec l’homme d’affaires Jean-Yves Le Fur le concept de magazine féminin de société qui deviendra DS Magazine. Un magazine qui souhaite traiter non seulement des sujets habituels dans un magazine féminin haut de gamme (mode) mais aussi de sujets de société, sous la forme d'enquêtes et de reportages photos. Le premier numéro de mai 1997, avec Valérie Lemercier nue en couverture, s’écoule en une semaine à 300 000 exemplaires. Licenciée de ce journal en octobre 1998, elle poursuit en justice l'éditeur du titre et gagne aux prud'hommes.
Quelques mois après son départ de DS magazine, le groupe Marie Claire lui confie en 1999 la direction du mensuel féminin Marie Claire. Elle lance une nouvelle formule qui permet au titre d'augmenter ses ventes de 10 %.
Entre 1999 et 2006, trois rédactrices en chef se sont succédé sous ses ordres (dont Lydia Bacrie, Dominique de Saint Pern et Yseult Williams) et une journaliste a été licenciée, ce qui a incité les syndicats SNJ-CGT et SNJ à faire circuler une pétition, en mars 2006.

### L'humanitaire, avec la création de "Toutes à l'école"
En 2006, elle lance l’opération « La Rose Marie Claire » avec Jean-François Daniel, directeur de l'agence de communication Beautiful World, pour la scolarisation des petites filles dans le monde, et dont plusieurs associations sont bénéficiaires, comme l’Unicef. Mais aussi sa nouvelle association « Toutes à l’école ». Son action au Cambodge, où a été adopté sa dernière fille, fait l'objet de plusieurs reportages sur les chaînes de télévision françaises. Elle dessinera aussi durant un an une collection de vêtements en tissus traditionnels dans sa marque éthique appelée KramaByK.
Elle quittera finalement son poste de directrice de la rédaction du journal Marie Claire pour se consacrer à plein temps au développement de l'association « Toutes à l'école ».
En 2019, elle lance l’opération « Levons le doigt pour l’éducation des + fragiles » qui réunit chaque année de grandes enseignes adeptes de l'arrondi solidaire en caisse (Sephora, Caroll, Etam, Monoprix, Casino…) afin de soutenir son association ainsi que des projets en France.
Son école au Cambodge, appelée le campus Happy Chandara, comporte une école maternelle, une primaire, un collège, un lycée, un centre médico-social, une grande ferme agroécologique et deux foyers d’étudiantes dans la capitale. Sa mission est d'offrir une éducation de haut niveau ainsi que tout l'accompagnement nécessaire à des filles issues de la grande pauvreté et ainsi contribuer au développement du Cambodge.
En 2024, « Toutes à l'école » est une des principales ONG dans l'éducation au Cambodge. Elle emploie 350 salariés et scolarise et accompagne 1700 jeunes fillesde la maternelle à leur premier emploi à la fin de leurs études. Soutenue par des milliers de parrains, entreprises privées ou fondations, l'association reconstruit aussi près de 50 maisons par an et produit en quantité des fruits et légumes biologiques pour ses bénéficiaires dans la communauté de Prek Thmey, près de Phnom Penh.
En 2025, le livre Les enfants du Cambodge/Children of Cambodia du photographe Grégory Herpe sort aux éditions Dashbook et relate son reportage autour de Toutes à l'école. La moitié des droits d'auteur de Herpe sont reversés à l'association.

Vie privée
Tina Kieffer est mère de cinq enfants. Elle a été mariée à François Bing, psychiatre, avec qui elle a eu ses deux premiers enfants. Elle est divorcée du journaliste Stéphane Brasca depuis 2008, avec qui elle a eu deux autres enfants. En 2006, elle adopte une petite fille au Cambodge : Chandara alias Thea. Sa sœur, Florence Kieffer, journaliste, est l'ancienne compagne de Laurent Delahousse.
De 2011 à 2013 elle s'installera avec sa famille au Cambodge, pour suivre le développement de l'association « Toutes à l'école ».
Tina Kieffer tient le rôle de Catherine, la fille de Jean Yanne et Françoise Fabian, dans le film de Jean Aurel Êtes-vous fiancée à un marin grec ou à un pilote de ligne ? (1970).

## Décorations
- Chevalière de la Légion d'honneur, décoration remise le 7 décembre 2022[12] par Delphine Ernotte Cunci, PDG de France-Télévision